# Comuna Višnjan, Istria
Višnjan este o comună în cantonul Istria, Croația, având o populație de 2.274 de locuitori (2011).

## Demografie
Componența etnică a comunei Višnjan
     Croați (70,01%)
     Italieni (6,82%)
     Sârbi (1,1%)
     Necunoscut (1,89%)
     Neclasificat (19,31%)
Componența confesională a comunei Višnjan
     Catolici (90,02%)
     Fără religie și atei (3,17%)
     Ortodocși (1,32%)
     Musulmani (1,01%)
     Necunoscută (3,96%)
     Alte religii (0,53%)
Conform recensământului din 2011, comuna Višnjan avea 2.274 de locuitori. Din punct de vedere etnic, majoritatea locuitorilor (70,01%) erau croați, existând și minorități de afiliați religios (18,03%), italieni (6,82%) și sârbi (1,1%). Apartenența etnică nu este cunoscută în cazul a 1,89% din locuitori. Din punct de vedere confesional, majoritatea locuitorilor (90,02%) erau catolici, existând și minorități de persoane fără religie și atei (3,17%), ortodocși (1,32%) și musulmani (1,01%). Pentru 3,96% din locuitori nu este cunoscută apartenența confesională.